# Château d'Isenburg
Le château d'Isenburg est un château de la Renaissance situé à Offenbach-sur-le-Main. 
Parmi les historiens de l'art, le château d'Isenburg est considéré comme un monument remarquable de la Renaissance. Ceci est démontré par les fenêtres de formes différentes sur les côtés nord et sud du château. Le côté sud vers la ville se révèle avec sa façade de la Renaissance, avec des arcs entre deux tours d'escalier.
Le château d'Isenburg fait maintenant partie du campus de l'école de Design d'Offenbach. Le rez-de-chaussée est accessible gratuitement pour des réunions.

## Source
- (de) Cet article est partiellement ou en totalité issu de l’article de Wikipédia en allemand intitulé « Isenburger Schloss » (voir la liste des auteurs).